# 케이 스카페타
케이 스카페타(Kay Scarpetta)는 퍼트리샤 콘웰(Patricia Cornwell)의 소설 시리즈이자 그 시리즈의 등장인물이다. 시체안치소와 범죄 현장을 무대로 활약하는 여자 법의관 케이 스카페타의 활약을 그린 법의학 스릴러이다. 케이 스카페타는 주인공 범죄 현장에서 활약하는 법의관이다.
스카페타 시리즈는 현대에 범람하고 있는 과학수사물의 효시격이라 봐도 무방한 작품이다. 퍼트리샤 콘웰은 버지니아 법의국에서 일하던 5년간 600여 회에 달하는 부검에 참관하고 법의학 관련 강의를 들으며 이후 FBI 아카데미 트레이닝 코스를 직접 밟는 경험을 쌓았는데 이 때의 경험이 시리즈의 집필에 결정적 역할을 하게 되었다고.
콘웰은 한 편의 작품을 집필하기 위해 어마어마한 비용과 시간을 들여가며 치밀하게 준비하는 것으로 알려졌으며 그러한 덕분인지 작품의 디테일은 상당한 편. 의학적인 측면의 묘사가 특히나 상세하며 수사 과정에서의 추리를 묘사하는데 상당한 비중을 할애하는 것은 물론 그녀가 작품을 준비하면서 새로이 습득한 법의학 지식을 요소요소에 적절하게 녹여낸다.
이는 시리즈에 있어 분명한 강점이자 셀링포인트가 되어주지만 읽는 이에 따라서는 다소 지루하게 다가올 수도 있는데 작가는 이러한 묘사를 등장인물들의 캐릭터성과 잘 버무려내어 극복해내는 능수능란함을 보여준다. 하지만 그에 비례해 영국식 정통 추리 소설의 범주를 벗어나는 다소 독특하다면 독특할 수 있는 전개[1]를 구사하는데 이 전개가 상당히 평가가 묘하게 갈린다.
등장인물들에게 상당히 가혹하며(...) 마치 앞선 시즌의 이야기를 이번 시즌의 떡밥 내지 웃음포인트로 사용하면서 전 시즌을 몰아보게 만드는 미국 드라마처럼 앞선 작품을 읽지 않았다면 이해 못할 전개들이 많다.
더불어 몇 몇 작품들을 통해 반복되는 패턴의 고착화와 정치편재성, 캐릭터들의 매력 상실 등이 부각되는 등의 문제를 보이면서 작가가 매너리즘에 빠진 것은 아닌가란 지적이 뒤따르고 있다.

## 시리즈
- Postmortem (1990) - 법의관(노블하우스 2007)
- Body of Evidence (1991)- 소설가의 죽음 (노블하우스 2004)
- All That Remains (1992) - 하트잭 (노블하우스 2005)
- Cruel and Unusual (1993) - 사형수의 지문 (노블하우스 2005)
- The Body Farm (1994) - 시체농장 (노블하우스 2005)
- From Potter's Field (1995) - 카인의 아들 (시공사 1996)
- Cause of Death (1996) - 악의 경전 (시공사 1997)
- Unnatural Exposure (1997) - 죽음의 닥터 (노블하우스 2005)
- Point of Origin (1998) - 카인의 딸 (노블하우스 2006)
- Black Notice (1999)- 흑색수배 (노블하우스 2006)
- The Last Precinct (2000) - 마지막 경비구역 (랜덤하우스 코리아 2007)
- Blow Fly (2003)- 데드맨 플라이 (랜덤하우스 코리아 2008)
- Trace (2004)- 흔적 (랜덤하우스 코리아 2009)
- Predator (2005)- 약탈자 (랜덤하우스 2010)
- Book of the Dead (2007) - 미확인 기록 (알에이치코리아 2012)
- Scarpetta (2008) - 스카페타 (알에이치코리아 2014)
- The Scarpetta Factor (2009) - 스카페타 펙터 (알에이치코리아 2015)
- Port Mortuary (2010) - 죽은 자의 도시 (알에이치코리아 2016)
- Red Mist (2011) - 붉은 안개 (알에이치코리아 2017)
- The Bone Bed (2012)
- Dust (2013)
- Flesh and Blood (2014)
- Depraved Heart (2015)
- Chaos (2016)